# Association Residence Nursing Home
El Association Residence Nursing Home  es un edificio histórico ubicado en Nueva York, Nueva York. El Association Residence Nursing Home se encuentra inscrito  en el Registro Nacional de Lugares Históricos desde el 20 de febrero de 1975. Richard Morris Hunt fue el arquitecto del Association Residence Nursing Home.

## Ubicación
El Association Residence Nursing Home se encuentra dentro del condado de Nueva York en las coordenadas 40°47′55″N 73°58′01″O / 40.798611, -73.966944.